# Hollywood, Vermont.
(Tagline del film)
Hollywood, Vermont. (State and Main) è un film del 2000 scritto e diretto da David Mamet.
Il film è stato distribuito in Italia il 31 maggio 2002 dalla Medusa Film.

## Trama
Per un grave problema non meglio precisato, la produzione cinematografica di un film intitolato Il vecchio mulino deve spostarsi dal New Hampshire e individuare un'altra località adatta alle riprese. Viene così scelta la piccola città di Waterford, nel Vermont, che sembra essere perfetta.
Dopo essersi stabiliti e aver programmato tutto, ci si accorge che il mulino presente in città è in realtà bruciato decenni prima. Imperturbabile, il regista del film, Walt Price, ripone la sua totale fiducia nella capacità dello sceneggiatore esordiente, Joseph Turner White, di modificare opportunamente la sceneggiatura permettendo di utilizzare i set a disposizione e non snaturando i contenuti della pellicola. White però è molto meno sicuro di sé ma l'incontro con la brillante e intraprendente libraia locale, Annie Black, lo rigenera e gli dà speranze.
La protagonista del film, Claire Wellesley, si rifiuta di girare la scena di nudo a meno che non le vengano riconosciuti altri 800.000 $, mentre il direttore della fotografia vorrebbe profanare l'unico edificio storico cittadino, la caserma dei pompieri, per esigenze di ripresa. Invece il protagonista maschile, Bob Barrenger, si trova perfettamente a suo agio divertendosi con Carla, una scaltra adolescente locale che si getta tra le sue braccia.
Tutto precipita quando Barrenger e Carla rimangono feriti in un incidente d'auto, con White, unico testimone, di fronte al dilemma emotivo di dire la verità rovinando la produzione o di dire una bugia, perdendo la fiducia di Annie della quale è ormai innamorato. Nel frattempo, il potente produttore cinematografico Marty è arrivato per aiutare Price.
Avendo White tolto la scena di nudo nella nuova sceneggiatura, non occorre pagare Claire, così la produzione storna quell'importo a Doug, consigliere comunale già fidanzato di Annie che, avvelenato contro il film, aveva avanzato accuse di pedofilia contro Bob Barrenger, scatenando il caos.
Doug, politico in carriera, con gli 800.000 $ in tasca, ritira la denuncia e permette alle riprese del film di andare avanti, con gli attori previsti e la sceneggiatura riscritta a quattro mani da White e Annie, che ormai sono una coppia di autori e non solo.

## Riconoscimenti
- 2000 - National Board of Review Awards
  - Miglior cast